# 凱達環球
Aedas建築事務所（「aedas」源於拉丁語「aedificare」，意思為「興建」），中文名為凱達環球，為全球五大國際建築事務所之一。事務所提供建築設計、藝術設計、平面設計、室內設計、景觀設計、商業設計、以及城市設計與總體規劃服務，設計範疇十分廣泛。項目涵蓋藝文及會展設施、企業辦公室、教育設施、酒店、基礎設施、度假村、綜合體、研究設施、住宅、以及商業零售設施。

## 關於
Aedas是全球唯一將國際研究、本地知識和環球業務相結合，既紮根本土又立足世界的建築設計事務所。1,100名創意人才匯聚於我們遍布全球的設計工作室，基於對當地社會和文化的深入理解，打造世界頂尖且具當地文化色彩的設計方案，因地制宜地滿足全世界不同群體的需求。

## 公司組織
控股公司凱達環球在全球6個國家擁有12個辦事處，並由全球董事局（香港總辦事處）管理。董事局成員包括主席紀達夫及其他13名全球董事負責制定及監管凱達環球的國際水平、活動及設計。每個辦事處均駐有當地的股份持有人/董事。目前已在全球完成超過100個項目共1億平方公尺的空間。

## 重點項目[4]
2023年8月前之版本
- 阿聯酋杜拜地鐵紅線車站（2009）
- 新加坡星宇表演藝術中心（2012）
- 新加坡 Sandcrawler（2013）
- 中國廣州南豐商業、酒店及展覽綜合大樓（2013）
- 中國無錫恆隆廣場（2014）
- 香港交易廣場富臨閣（2014）
- 中國北京新浪總部大樓（2015）
- 中國大連恆隆廣場（2015）
- 香港國際機場中場客運廊（2015）
- 中國北京昆泰嘉瑞中心（2016）
- 臺灣臺北誠意砳建築（2016）
- 中國義烏義烏之心（2016）
- 中國廣州廣東邦華環球貿易中心（2016）
- 臺灣臺中潤隆NTC國家商貿中心（2018）
- 香港港珠澳大橋香港口岸旅檢大樓（與理察·羅傑斯合作）（2018）
- 香港廣深港高速鐵路香港段香港西九龍站（2018）
- 阿聯酋杜拜 DAMAC Heights（2018）
- 中國長沙華遠 · 雲璽（2019）
- 香港 PULSA 淺水灣108（2019）
- 中國上海浦發銀行大樓（2019）
- 中國深圳水貝國際中心（2020）
- 中國武漢恆隆廣場（2020）
- 中國珠海橫琴國際金融中心（2020）
- 中國深圳寶安國際機場衛星廳（2021）
- 中國廣州南沙建滔廣場（2021）
- 中國上海長寧國際發展廣場（2021）
- 中國重慶高科太陽座（2022）
- 中國深圳華僑城瑞灣大廈（2023）
- 中國杭州菜鳥網路全球總部及產業園區（2023）
- 中國杭州巨門望廷中心（2023）
- 中國深圳傳音大廈（興建中）
- 臺灣臺中商銀臺中之鑽（興建中）
- 中國深圳后海建築裝飾總部大廈（興建中）
- 中國深圳華潤雪花啤酒總部基地（興建中）
- 中國杭州阿里巴巴達摩院南湖園區（興建中）
- 中國深圳皇崗口岸重建（興建中）
- 新加坡邵氏大廈重建（興建中）

## 在臺作品
- 2014 新北大陸謙量
- 2016 臺北誠意砳建築
- 2018 臺中潤隆NTC國家商貿中心
- 2019 臺北勝輝中山TED
- 2021 臺北歐洲學校太古歐洲學園中學部
- 2021 新北勝輝海山花園
- 2023 臺中興富發臺中TOP1環球經貿中心
- 臺中商銀臺中之鑽（興建中）
- 高雄興富發美術一號院（興建中）
- 桃園新總陽NFC環球經貿中心（興建中）
- 臺北興富發國家企業廣場 TAIPEI ONE（興建中）
- 高雄興富發巴黎河左岸（興建中）
- 臺中興富發惠國段90地號（興建中）
- 臺北新總陽IBC環球企業總部（興建中）
- 高雄興富發特貿三北基地（興建中）
- 高雄興富發前金博孝段（規劃中）
- 新北興富發國家壹號廣場 TAIPEI LANDMARK（規劃中）

## 獎項
凱達環球獲著名建築雜誌Architects' Journal 評為 2010年年度國際建築事務所，  設計的 項目亦獲得多個國際設計獎項，例如新加坡Sandcrawler作為Lucasfilm Singapore 的區域總部，獲頒2011年Chicago Athenaeum國際建築大獎最佳全球新設計； 香港廣深港高速鐵路香港段西九龍總站項目在2012年MIPIM 大獎中被評為最佳未來大型建設項目；  中國北京大興西紅門綜合開發項目榮獲2013年國際房地產大獎最佳綜合建築優勝獎 ； 新加坡星宇項目贏得2014年 Engineering News-Record (ENR)全球最佳項目大獎全球最佳零售/綜合發展項目優勝獎 ；  香港灣仔茂蘿街/巴路士街活化項目更勇奪2013年香港建築師學會年獎全年境內建築大獎。

## 全球辦事處
凱達環球共有12個辦事處，分佈全球6個國家。
香港 - 凱達環球最大的辦事處，擁有750名員工，管理凱達環球在世界各地的活動。
歐洲 - 凱達環球的倫敦辦事處位於城市西端的Chandos Place 65號，由4位靈魂人物主理︰凱達環球主席紀達夫、凱達環球設計總監及主要設計師安得寶、全球董事韋業啟及江立文。。
中國 - 包括北京、上海、成都、深圳及澳門辦事處。
東南亞及南亞 - 凱達環球於新德里、新加坡均設有辦事處。
中東 - 2005年初，凱達環球在杜拜開設辦事處，其後以出色的設計於中東地區取得卓越成績，並於後來成立阿布達比辦事處。
美國 - 設有西雅圖辦事處。

### 其他業務及服務
- 室內設計 – 凱達環球室內設計提供全面的設計顧問服務，涉及範疇包括酒店及餐飲、住宅、企業辦公室、商業零售及生活品味和優閒市場。它擁有超過190個室內設計師，分別於香港、上海、澳門、新加坡、杜拜及倫敦設有辦事處，同時，它也提供平面設計服務。
- 景觀設計 – 凱達環球於2006年成立景觀設計團隊。
- 城市設計與總體規劃 – 2007年，凱達環球設立其城市設計團隊。

## 圖片庫

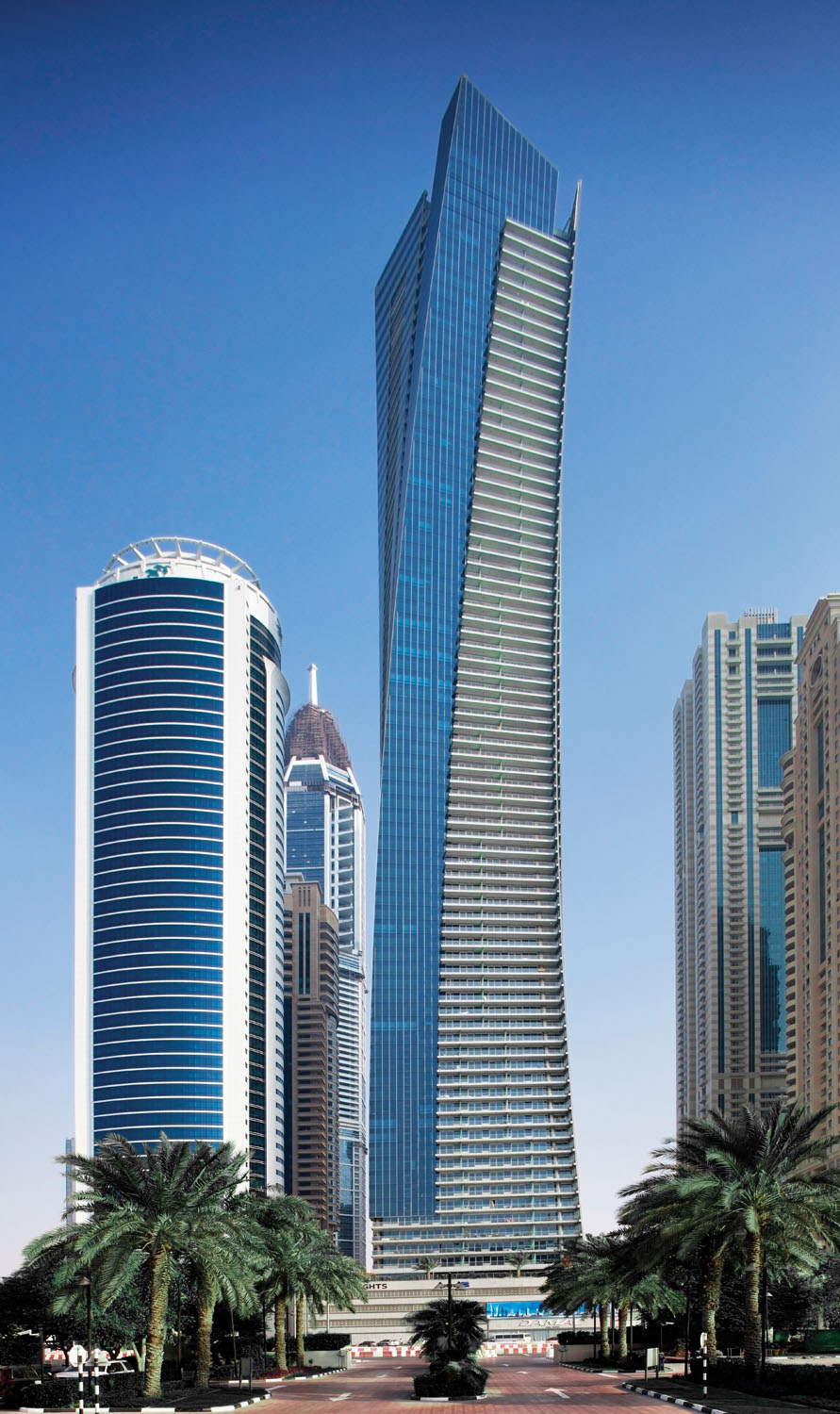
阿聯酋迪拜海天阁
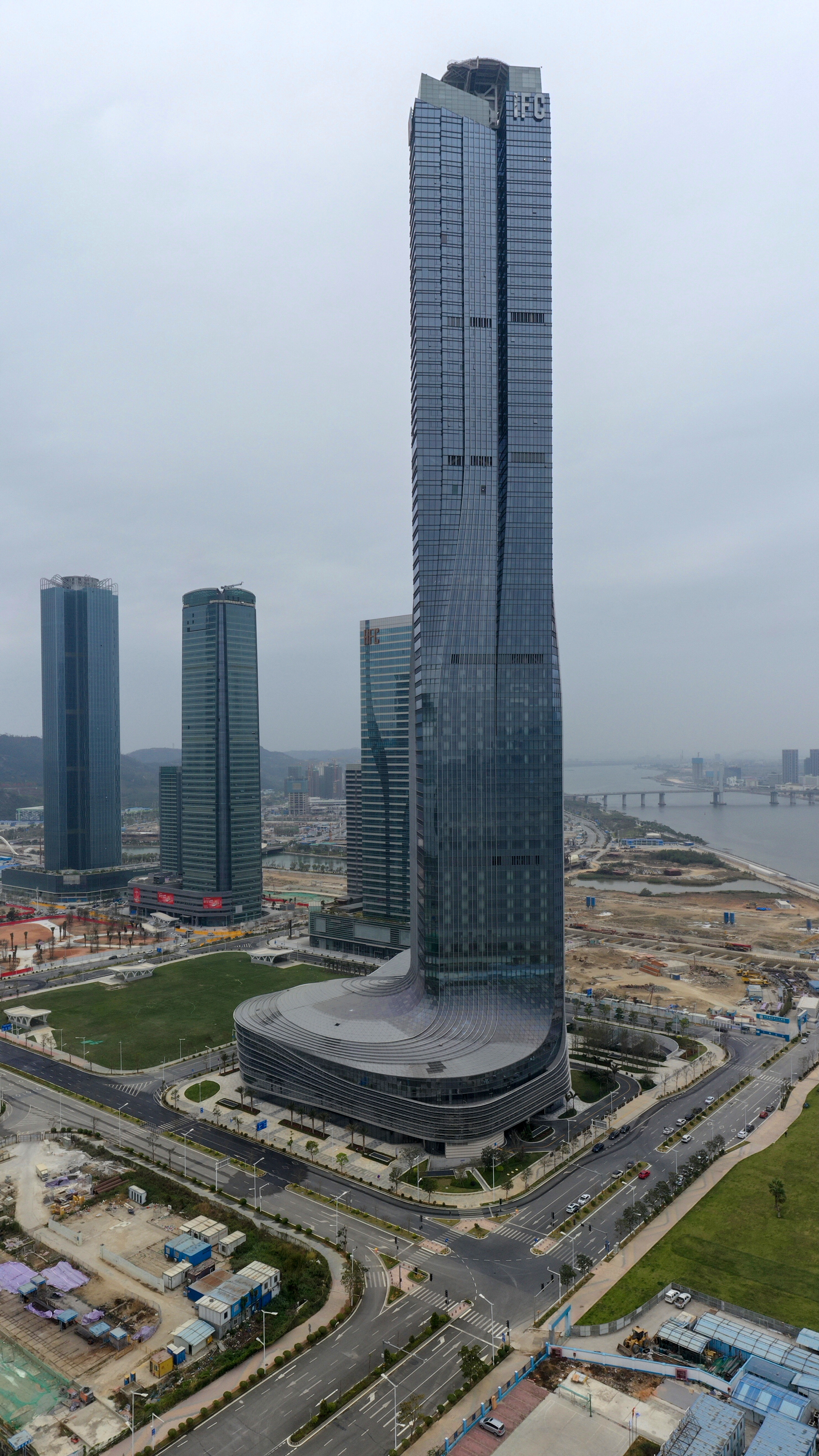
中国珠海横琴国际金融中心
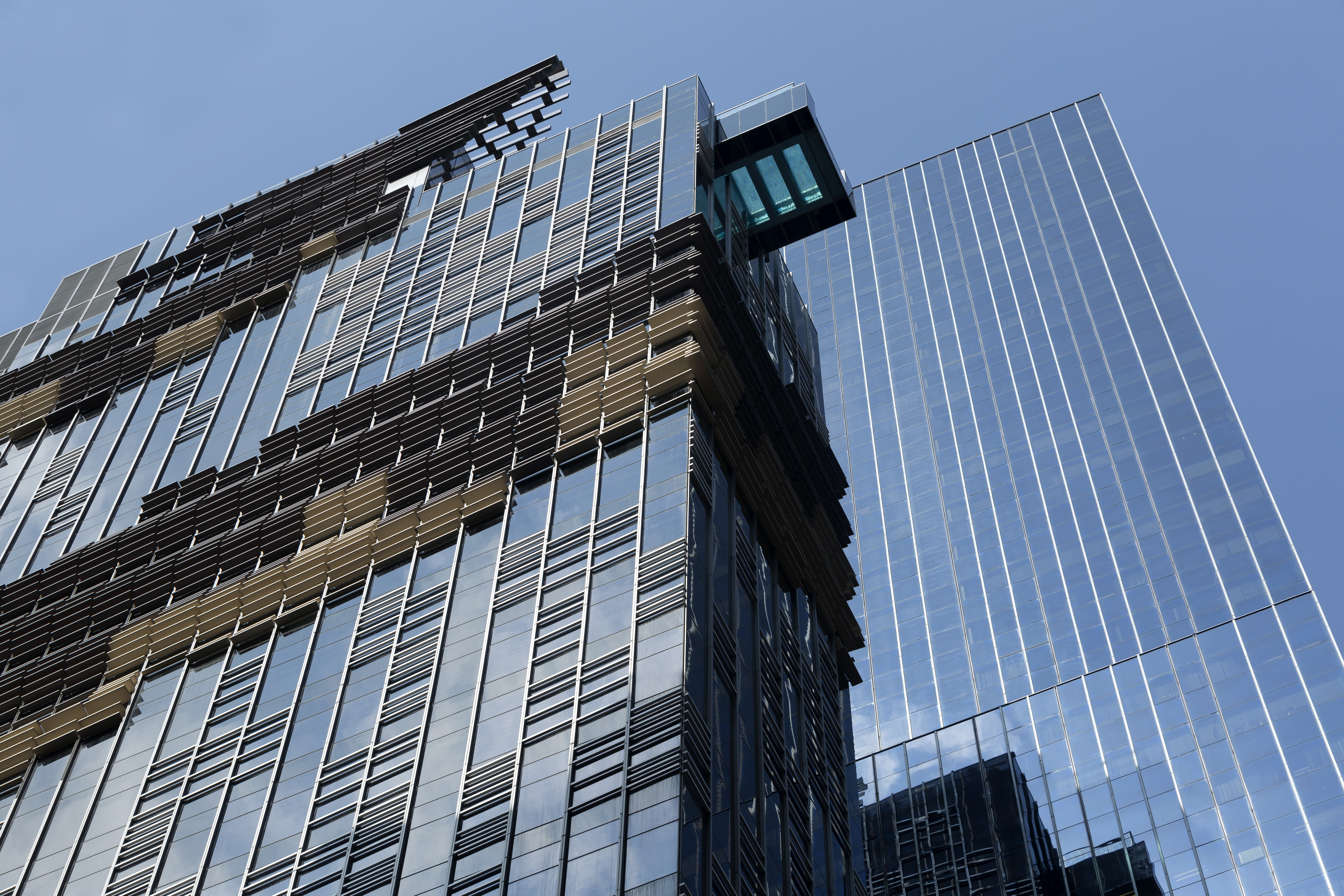
香港港島英迪格酒店
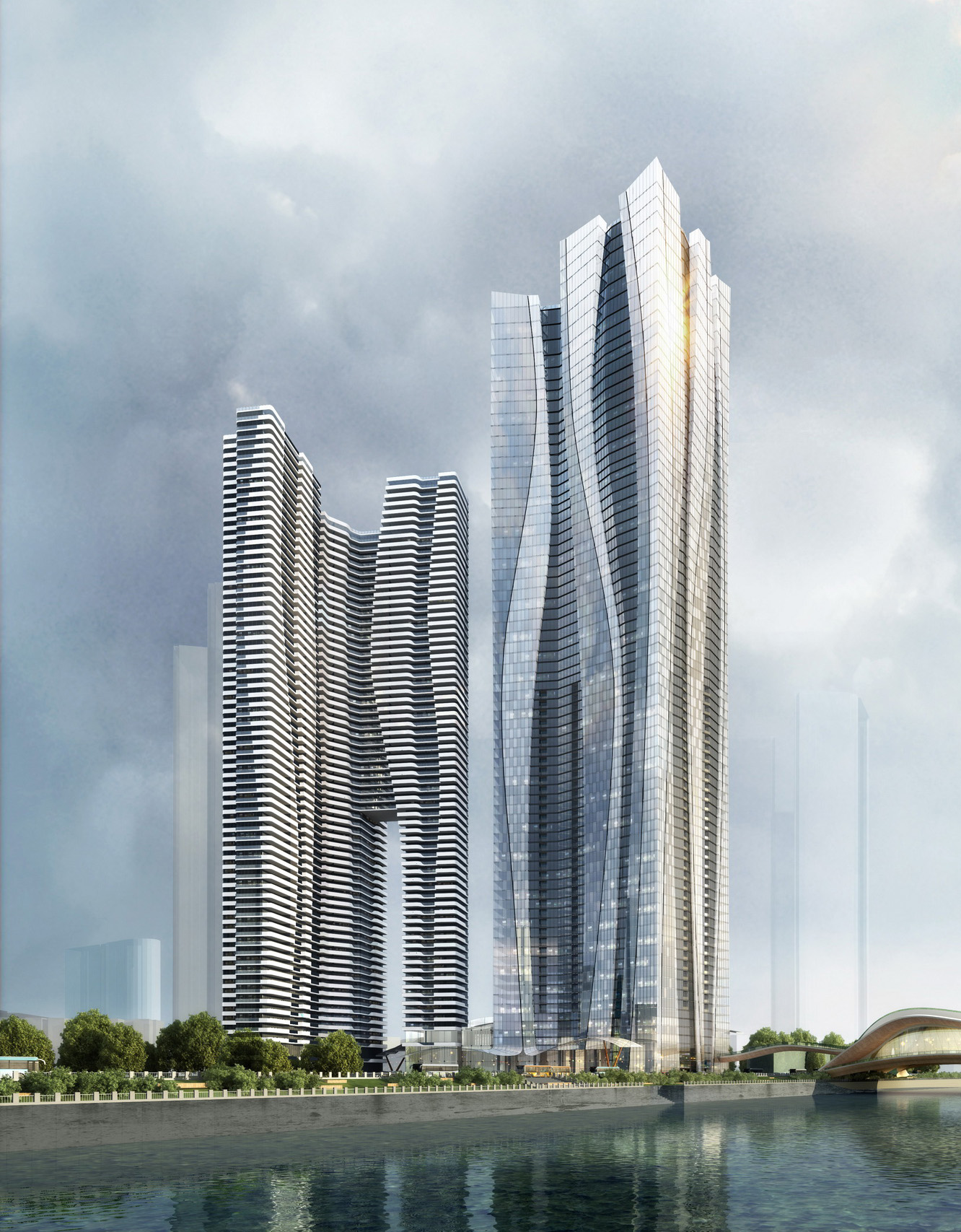
中國成都文華東方酒店（效果圖）
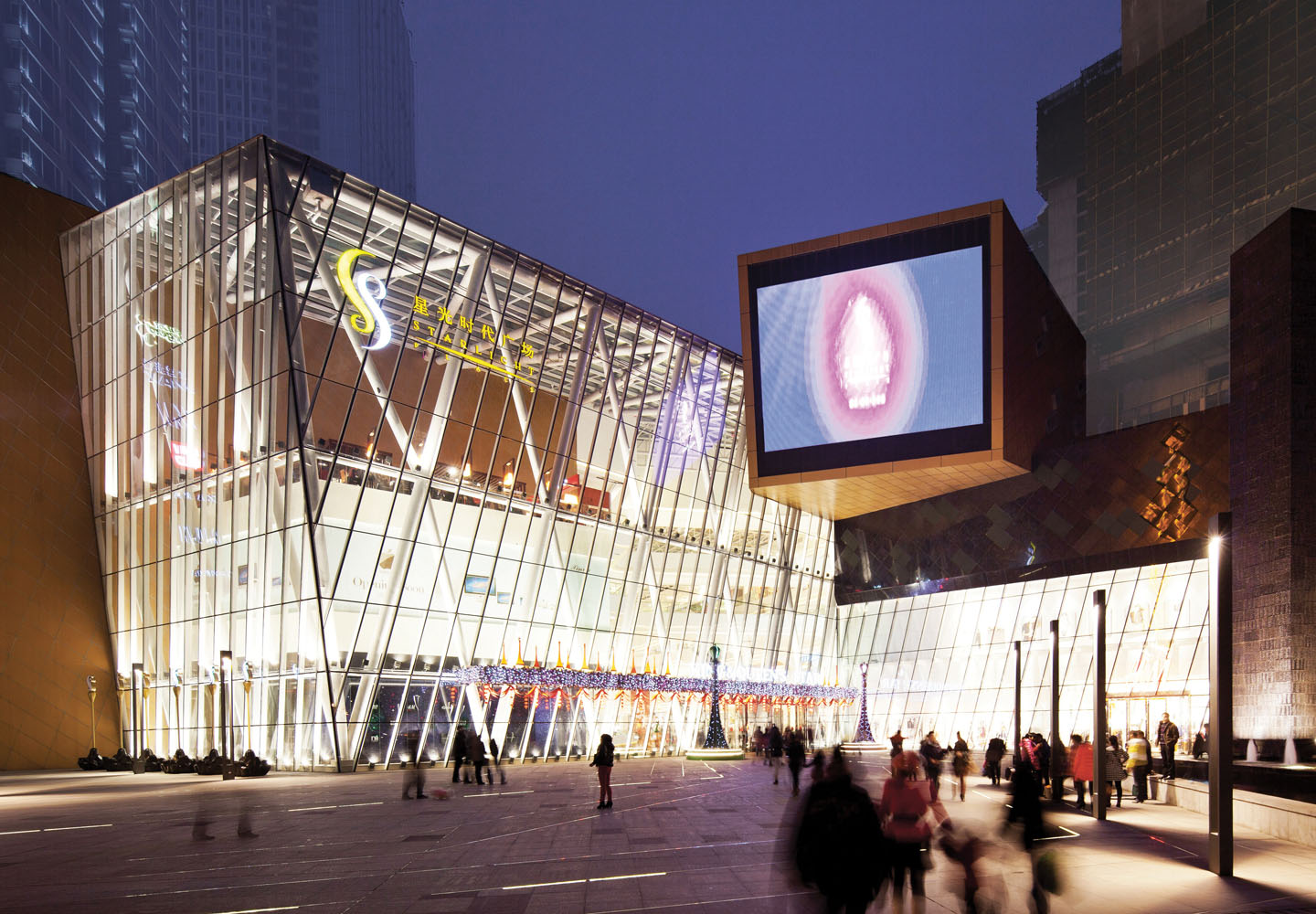
中國重慶星光時代廣場圖片
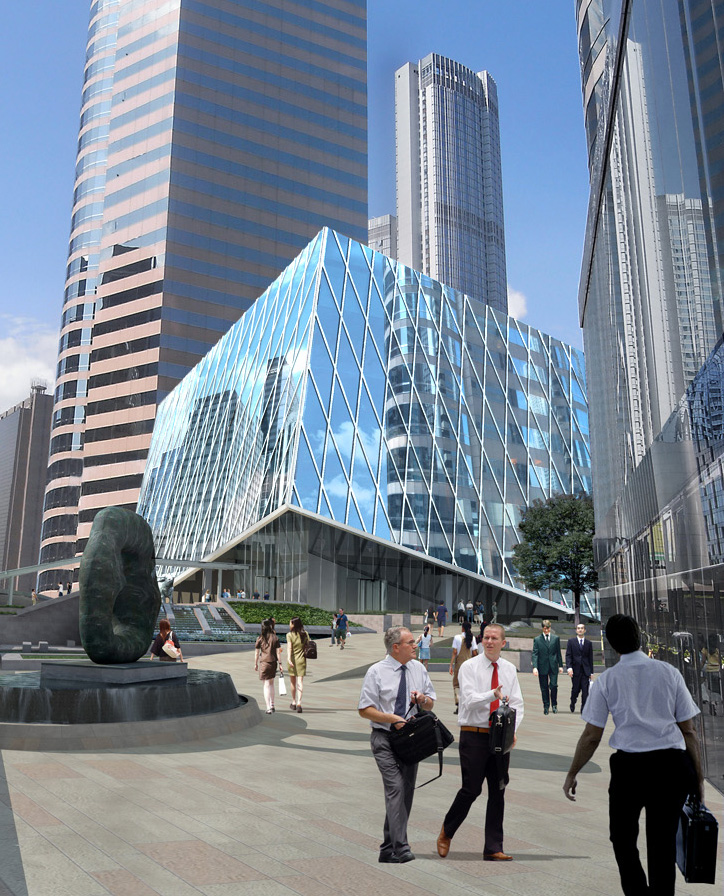
香港中環富臨閣
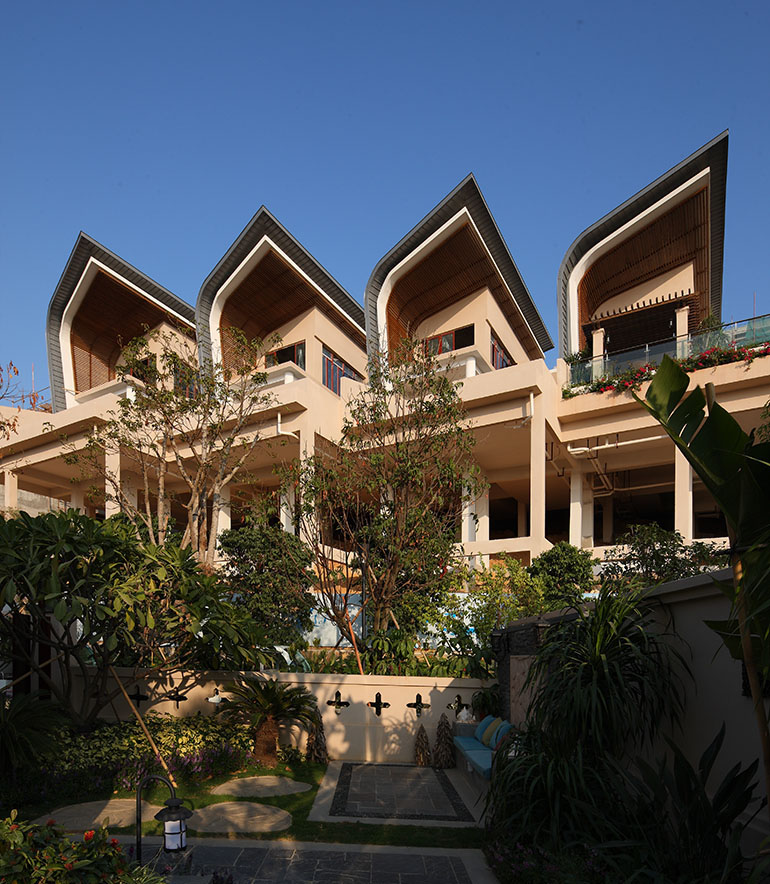
中國惠州中航嶼海社區
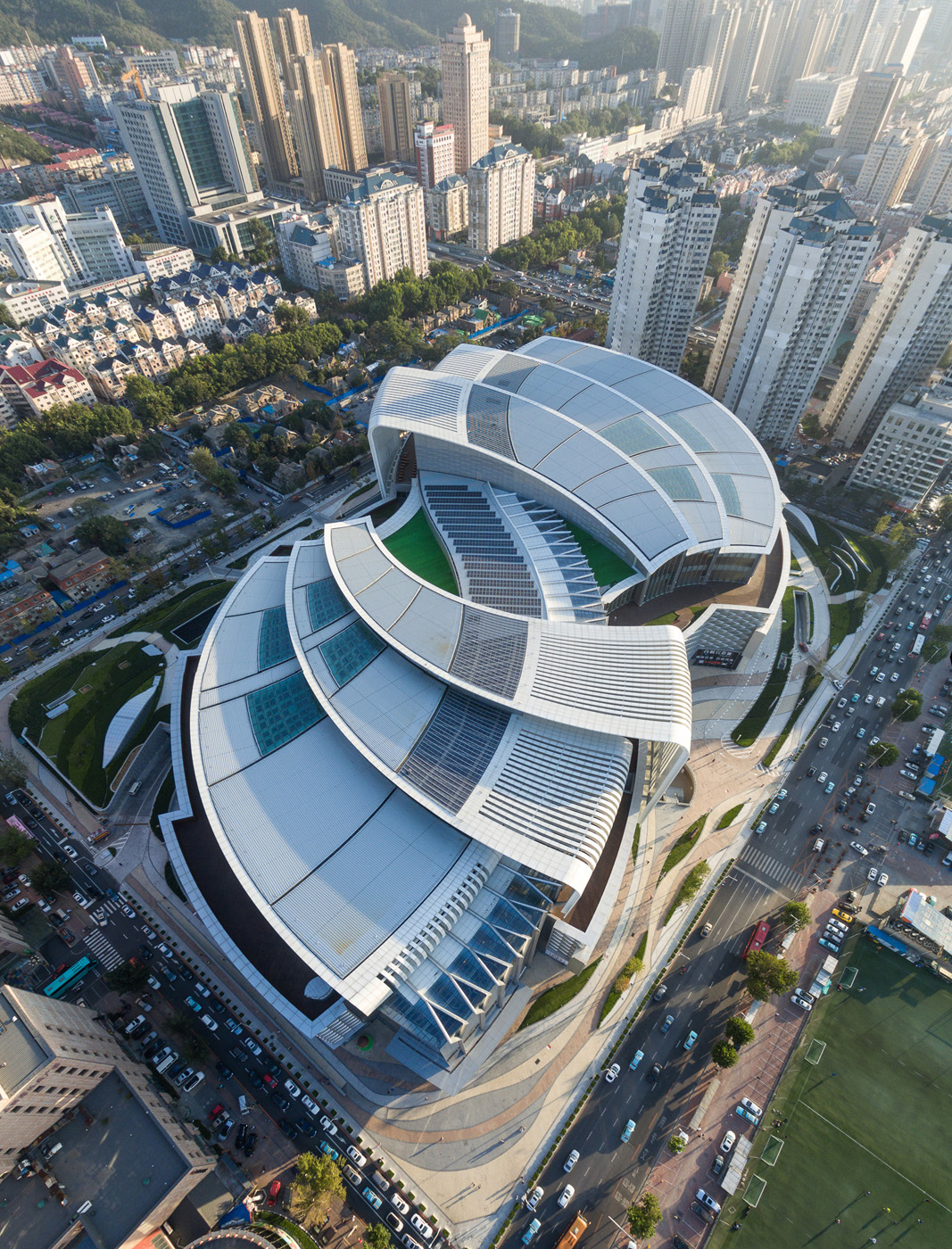
中國大連恆隆廣場
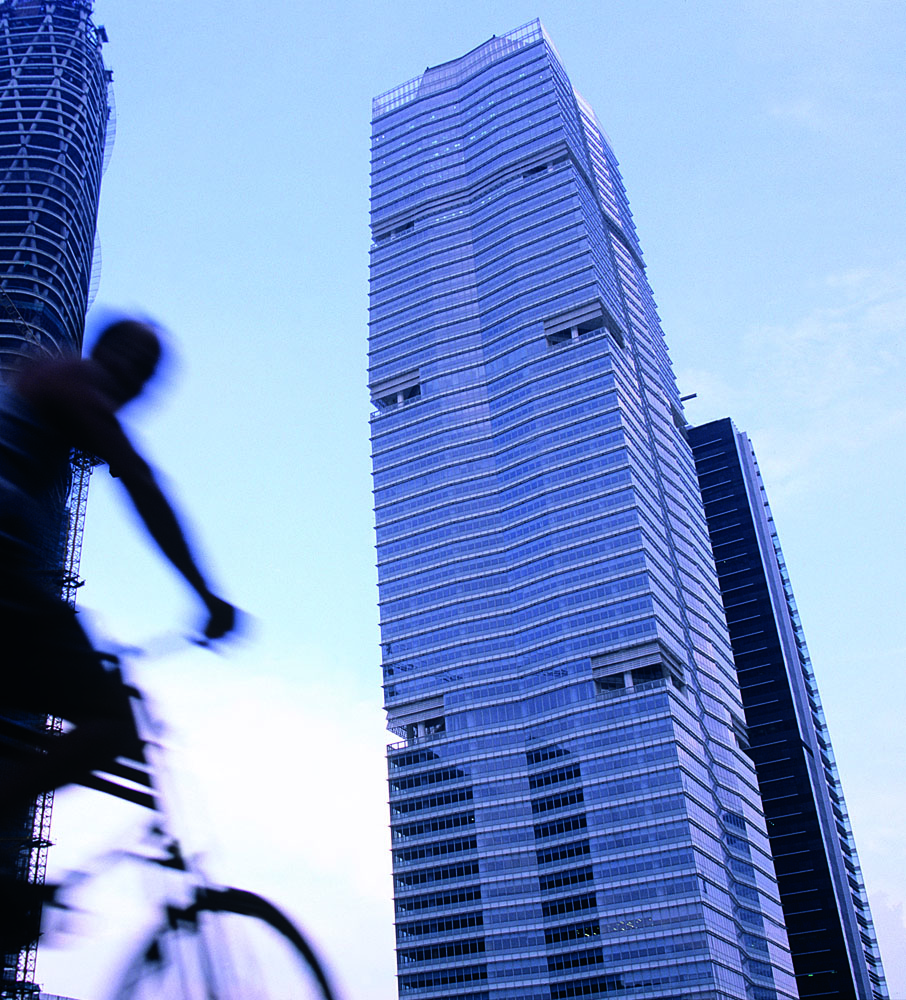
中國廣州富力中心
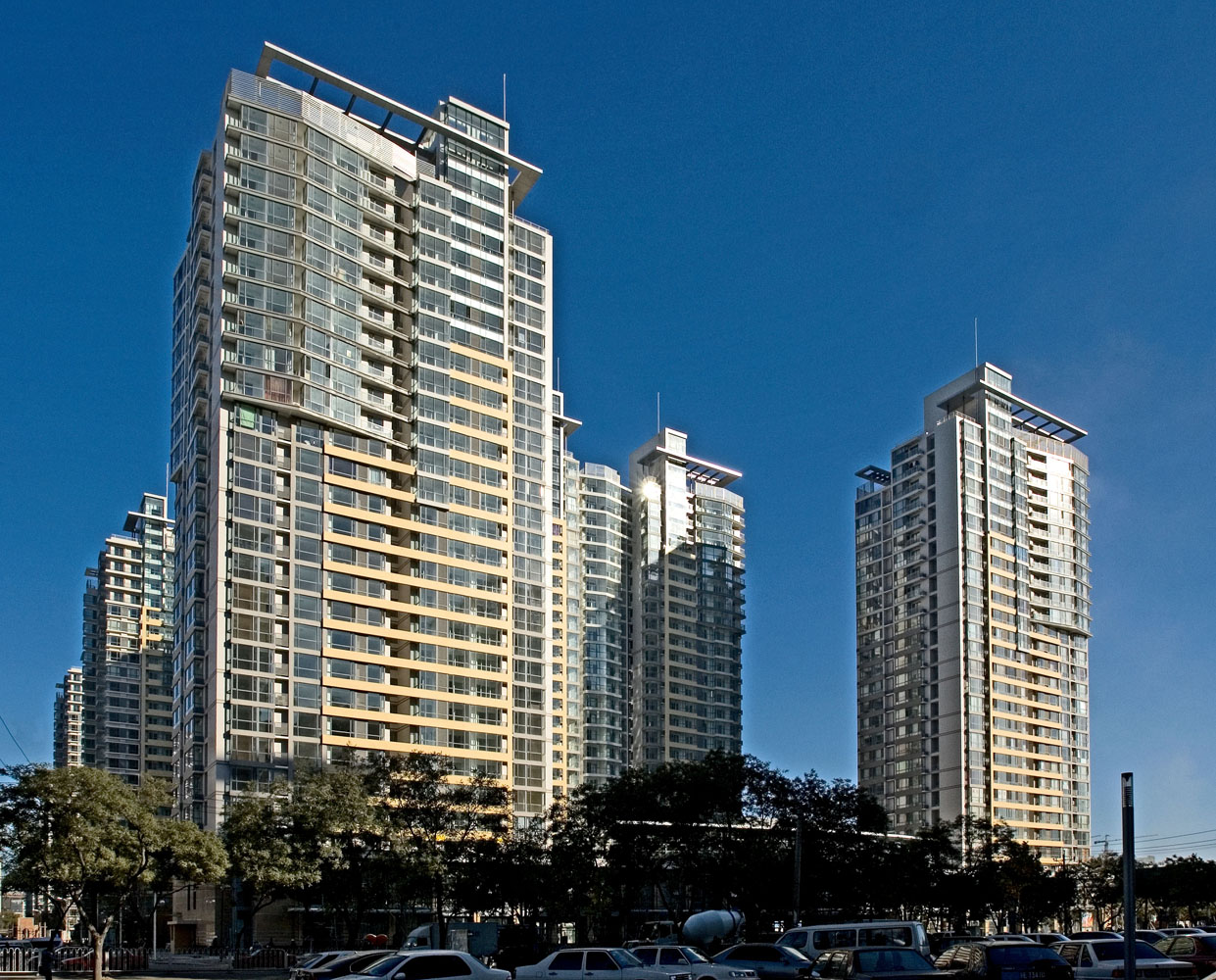
中國北京富力城
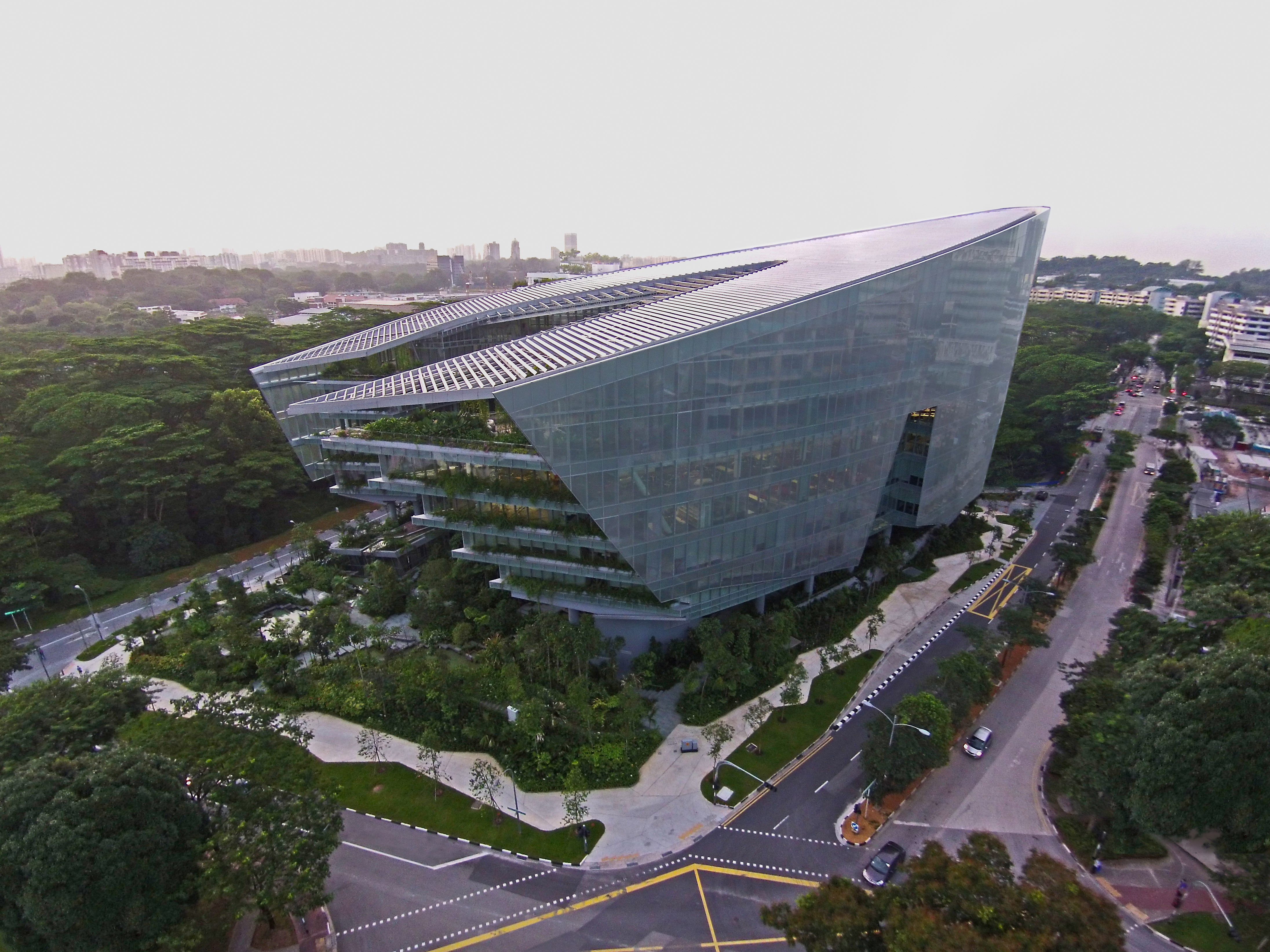
新加坡Sandcrawler
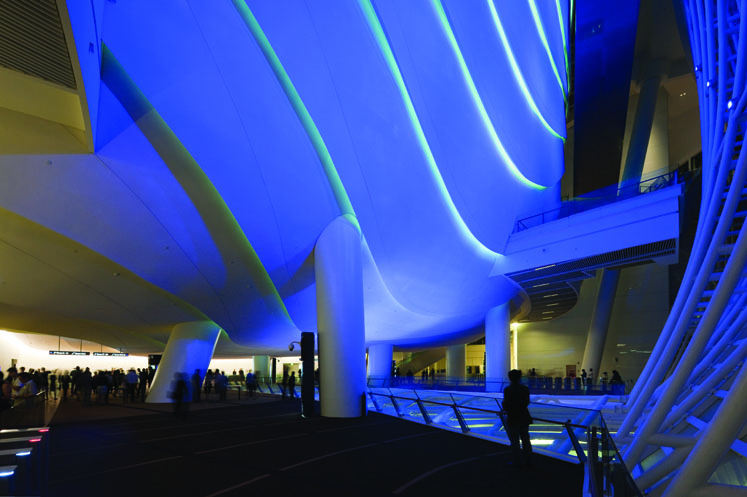
新加坡星宇項目
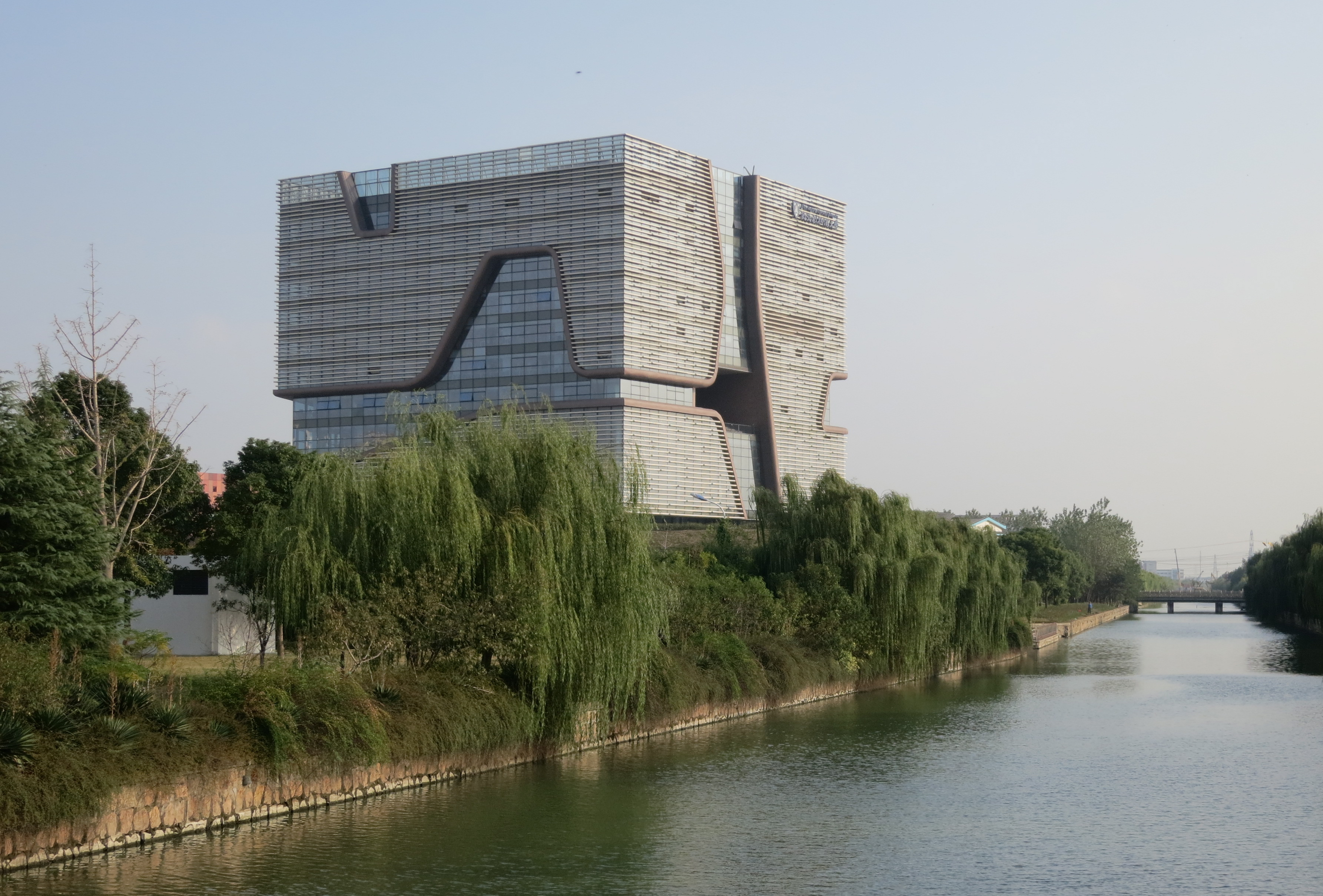
中國蘇州西交利物浦大學行政信息樓
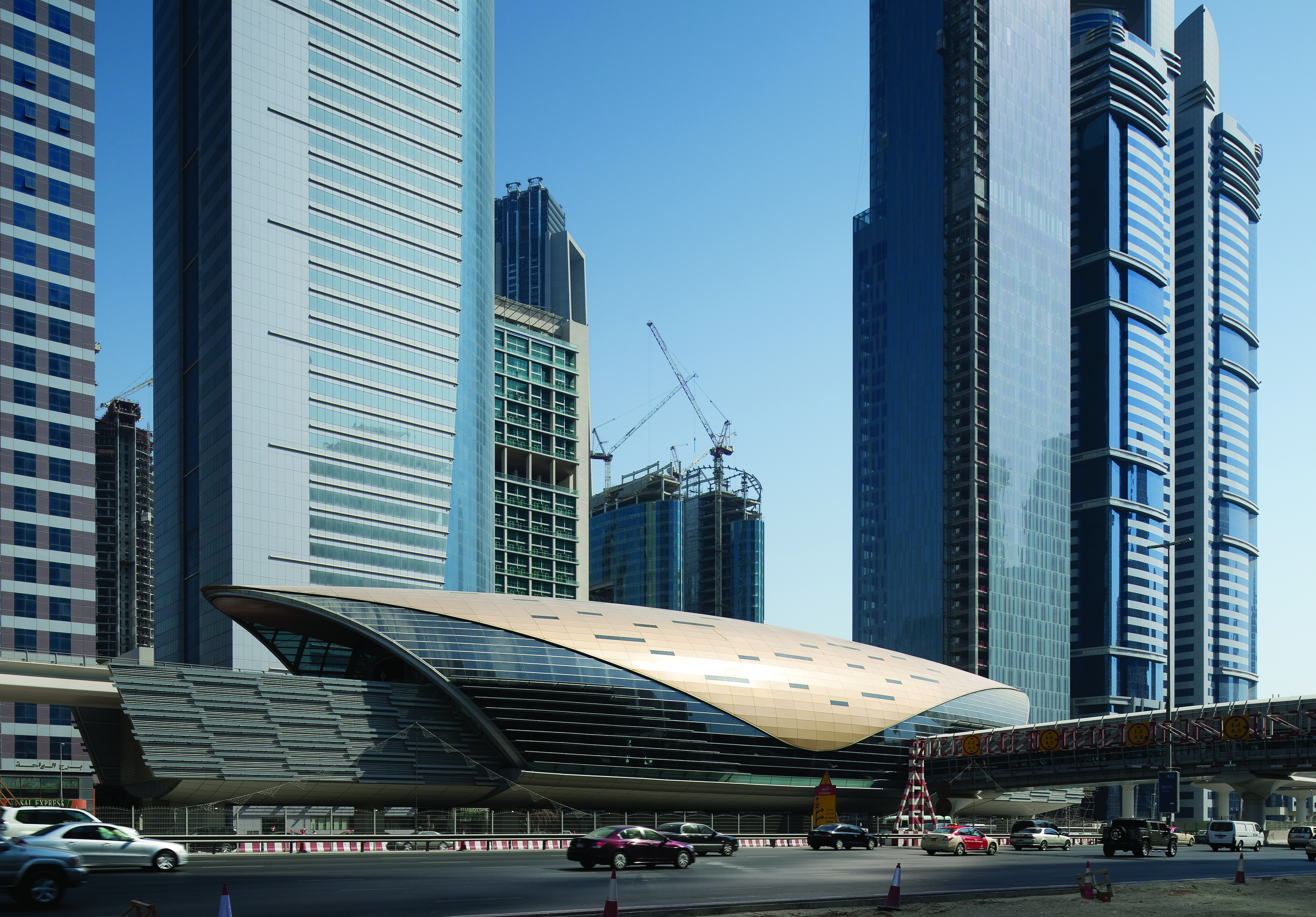
阿聯酋杜拜杜拜地鐵
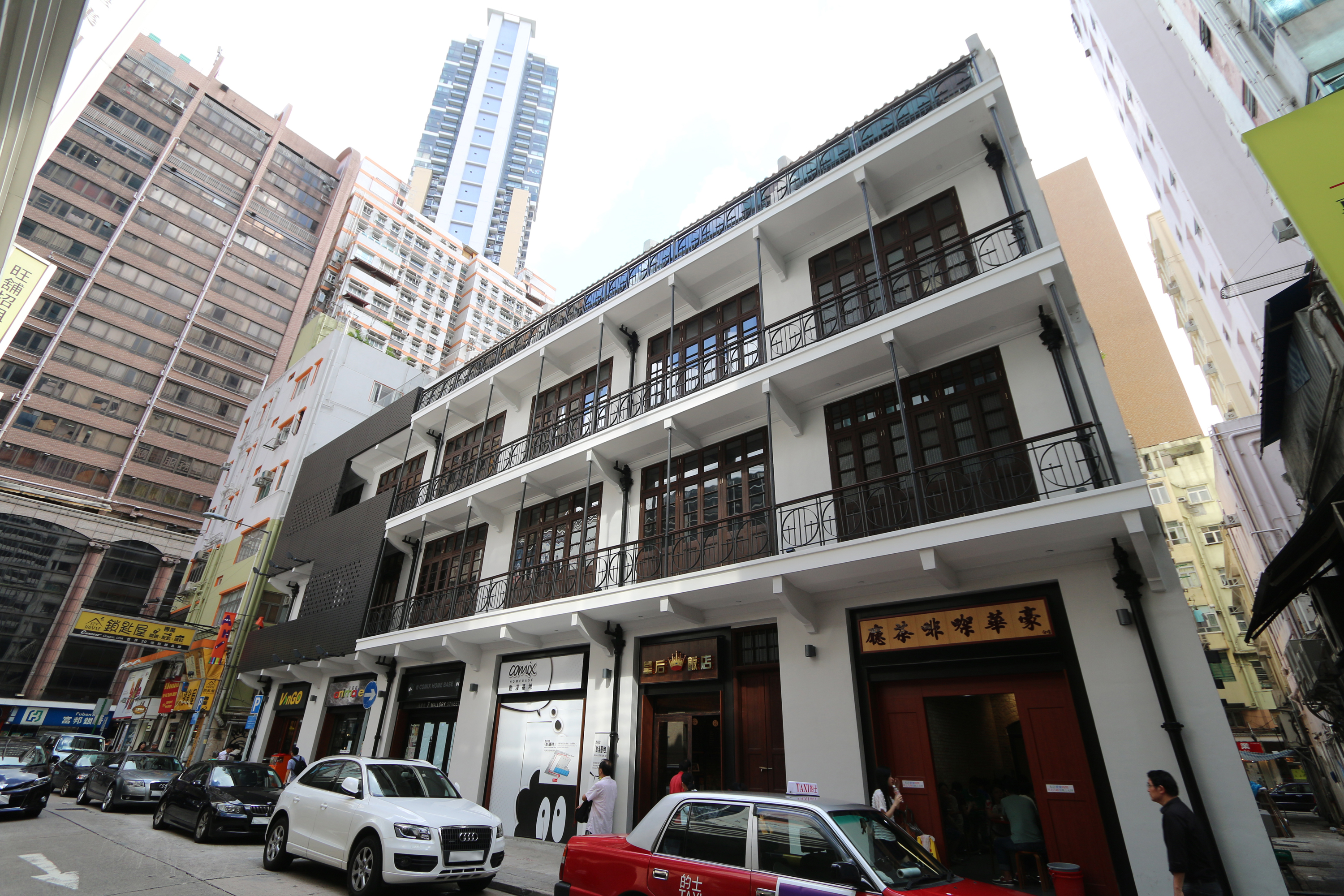
香港灣仔茂蘿街/巴路士街活化項目
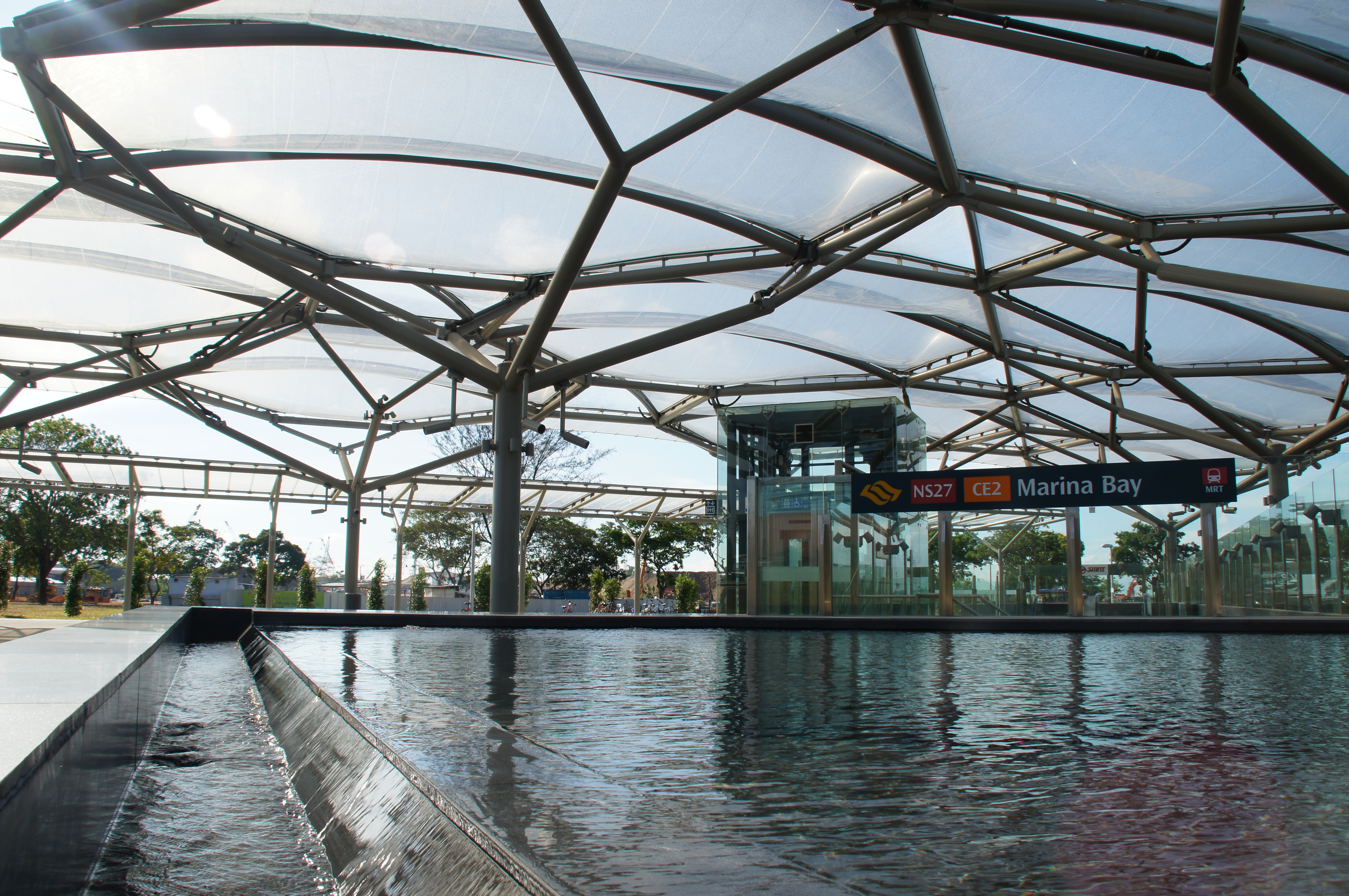
新加坡濱海灣地鐵站
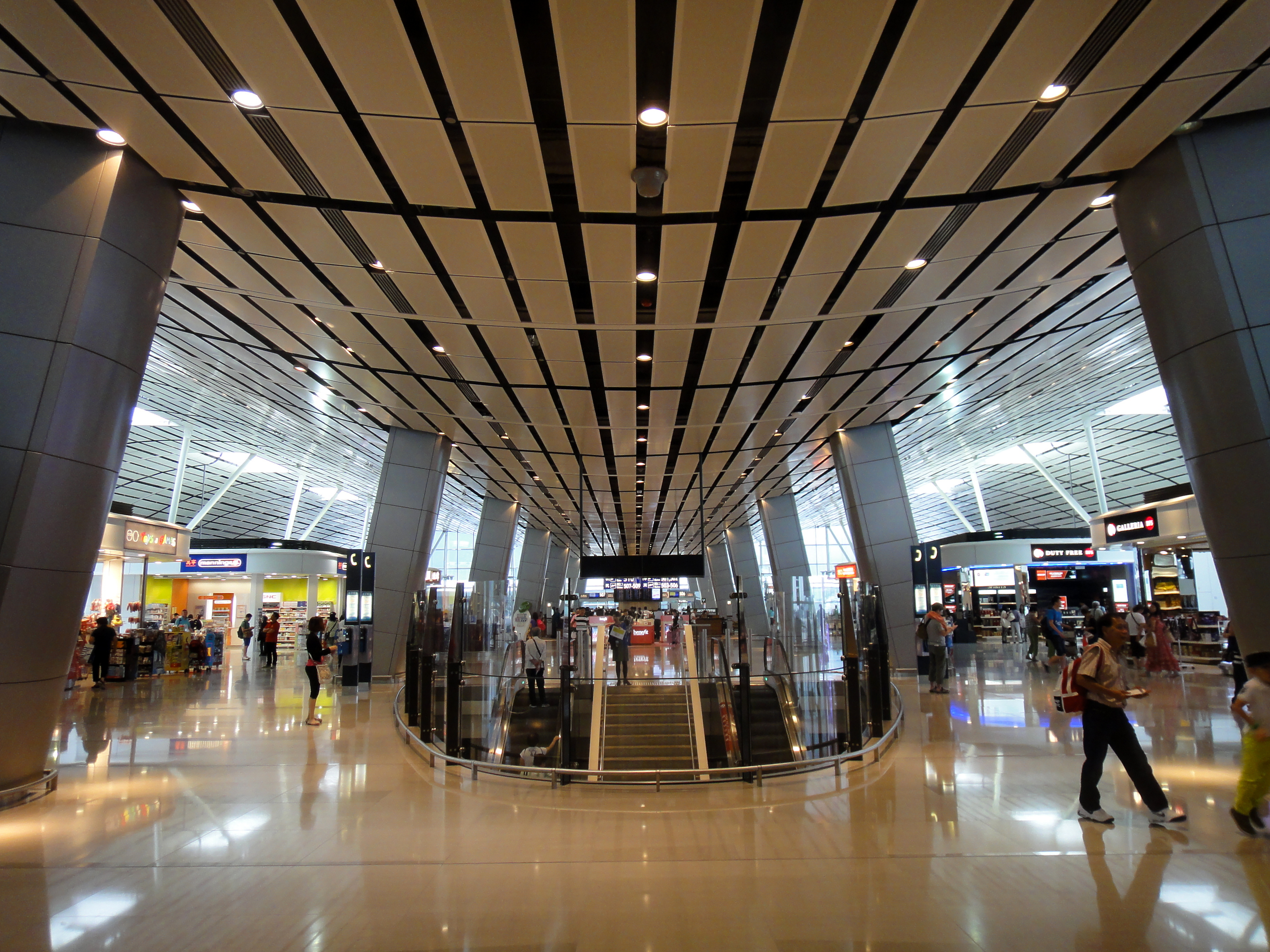
香港國際機場北衛星客運廊
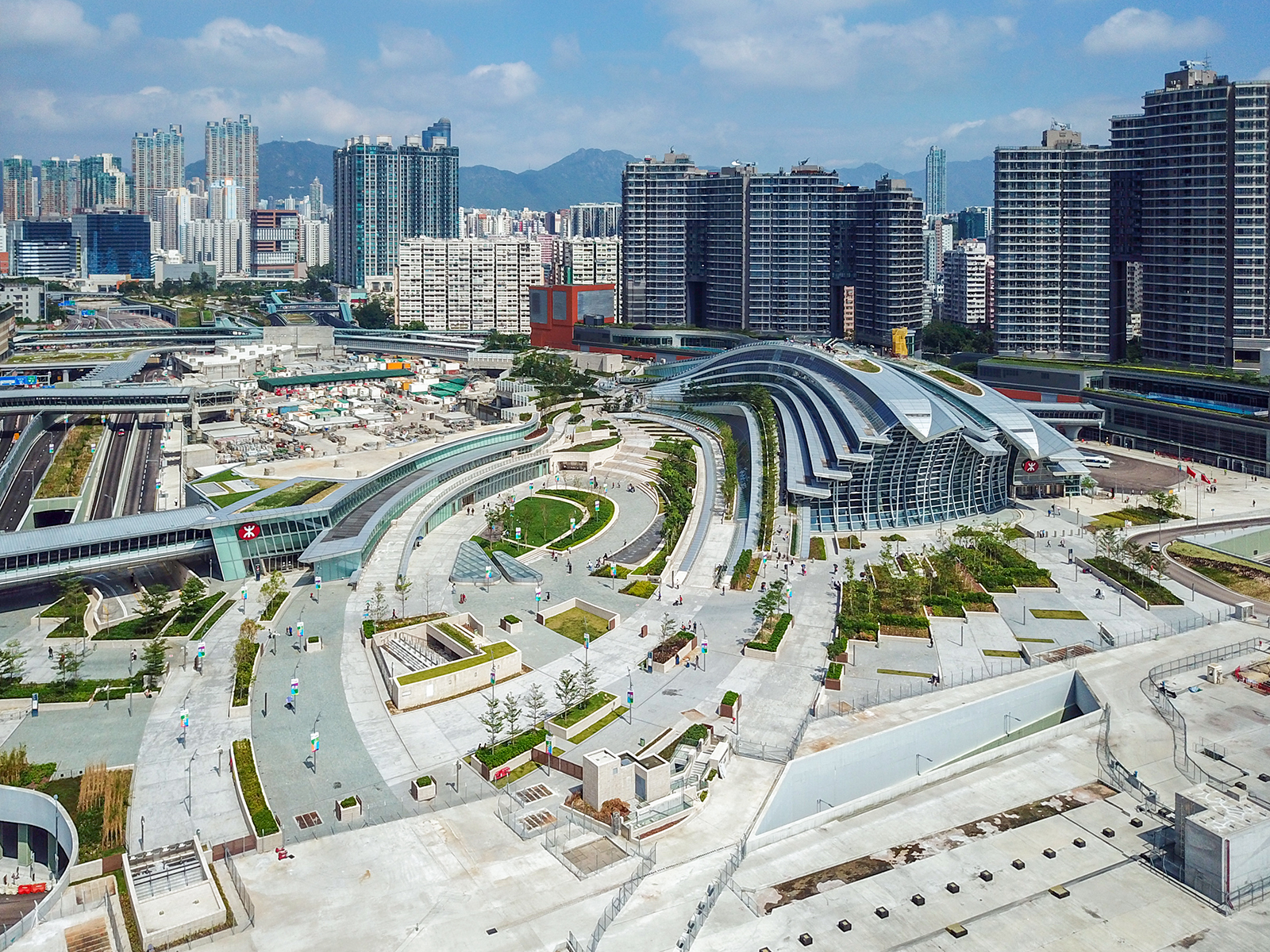
廣深港高速鐵路香港西九龍站

## 外部連結
- Aedas official web site（页面存档备份，存于）
- Aedas in the Community